# Ingagi

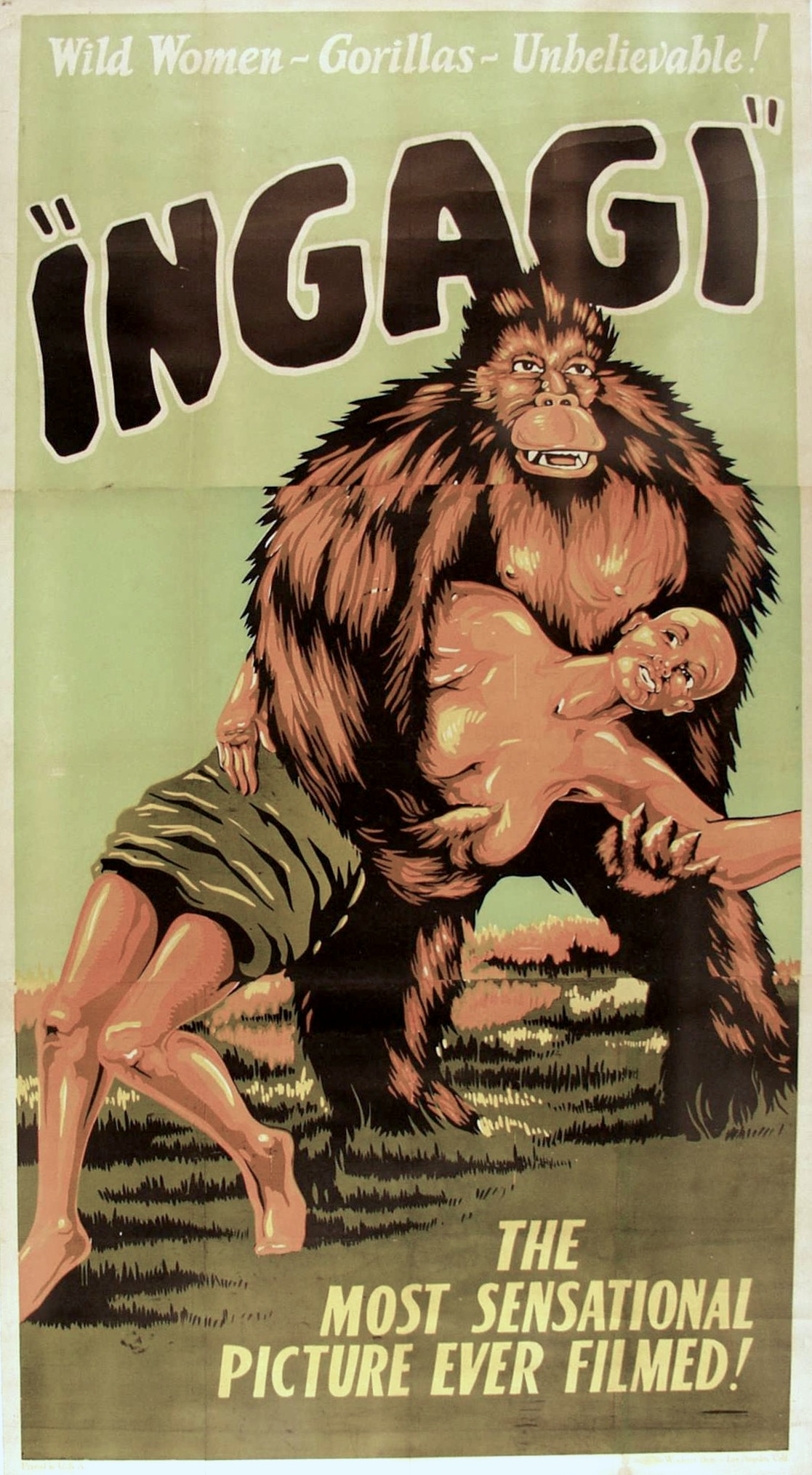
Affiche du film.

Ingagi est un film américain pré-Code pseudo-documentaire réalisé par William S. Campbell et sorti en 1930. Se présentant comme un documentaire ethnographique, c'est en réalité un film d'exploitation.

## Synopsis
Le film se présente comme un documentaire à propos de l'expédition de "Sir Hubert Winstead" au Congo Belge, et décrit une tribu de femmes vénérant des gorilles. Il montre un rituel dans lequel les femmes africaines sont livrées aux gorilles comme esclaves sexuelles.

## Fiche technique
- Réalisation : William S. Campbell
- Scénario : Adam Shirk
- Producteurs : William D. Alexander, Nat Spitzer (producteur exécutif)
- Photographie : L. Gillingham
- Musique : Edward Gage
- Genre : Exploitation, Jungle[1]
- Production : Congo Pictures
- Distributeur : Congo Pictures
- Durée : 75 minutes
- Date de sortie : 
  - États-Unis : 15 mars 1930

## Distribution
- Charlie Gemora : le gorille

## Production
Le film a été principalement tourné à Los Angeles, en utilisant des actrices américaines à la place des autochtones.
Il a été produit et distribué par la société Congo Pictures de Nat Spitzer, qui avait été créé spécialement pour cette production. Bien que prétendant être ethnographique, le film est une fiction fantaisiste, ce qui a conduit la Motion Picture Producers and Distributors Association à se retirer du projet. Le film mise beaucoup sur la nudité et sur la suggestion de relations entre une femme et un gorille. Son succès aurait motivé RKO Radio Pictures à investir dans le film King Kong de 1933, ce que conteste son producteur Merian C. Cooper. RKO possédait plusieurs des cinémas où Ingagi a été distribué, dont l'un des premiers, l'Orpheum Theatre de San Francisco, où il a été projeté le 5 avril 1930.